# Evans Kangwa
Evans Kangwa (Kasama, 1994. június 21. –) zambiai válogatott labdarúgó, jelenleg a Csingtao Hainiu játékosa.

## Sikerei, díjai
Nkana
- Zambiai bajnok (1): 2013

Zambia
- Afrikai nemzetek kupája (1): 2012